# العلاقات الرومانية الكازاخستانية
العلاقات الرومانية الكازاخستانية هي العلاقات الثنائية التي تجمع بين رومانيا وكازاخستان.

## مقارنة بين البلدين
هذه مقارنة عامة ومرجعية للدولتين:
| وجه المقارنة                                              | رومانيا                                                                               | كازاخستان                      |
| --------------------------------------------------------- | ------------------------------------------------------------------------------------- | ------------------------------ |
| المساحة (كم2)                                             | 238.40 ألف                                                                            | 2.72 مليون                     |
| عدد السكان (نسمة)                                         | 19.59 مليون                                                                           | 17.95 مليون                    |
| الكثافة السكانية (ن./كم²)                                 | 82.17                                                                                 | 6.6                            |
| العاصمة                                                   | بوخارست                                                                               | نور سلطان                      |
| اللغة الرسمية                                             | اللغة الرومانية                                                                       | اللغة القازاقية، اللغة الروسية |
| العملة                                                    | ليو روماني                                                                            | تينغ كازاخستاني                |
| الناتج المحلي الإجمالي (بليون دولار)                      | 211.80 مليار                                                                          | 159.41 مليار                   |
| الناتج المحلي الإجمالي (تعادل القوة الشرائية) بليون دولار | 465.56 مليار                                                                          | 439.39 مليار                   |
| الناتج المحلي الإجمالي الاسمي للفرد دولار أمريكي          | 9.47 ألف                                                                              | 10.51 ألف                      |
| الناتج المحلي الإجمالي للفرد دولار أمريكي                 | 23.63 ألف                                                                             | 24.23 ألف                      |
| مؤشر التنمية البشرية                                      | 0.793                                                                                 | 0.788                          |
| رمز المكالمات الدولي                                      | +40                                                                                   | +7                             |
| رمز الإنترنت                                              | .ro                                                                                   | .kz، .қаз ‏                     |
| المنطقة الزمنية                                           | ت ع م+02:00، ت ع م+03:00، أوروبا/بوخارست ‏، توقيت شرق أوروبا، توقيت شرق أوروبا الصيفي ‏ | ت ع م+05:00، ت ع م+06:00       |

## مدن متوأمة
في ما يلي قائمة باتفاقيات التوأمة بين مدن رومانية وكازاخستانية:
- ترتبط كونستانتسا مع أكتاو باتفاقية توأمة منذ 1995.[20][20][20]
- ترتبط بلويشت مع أورال باتفاقية توأمة.

## منظمات دولية مشتركة
يشترك البلدان في عضوية مجموعة من المنظمات الدولية، منها:
| علم المنظمة | اسم المنظمة                               | تاريخ انضمام رومانيا | تاريخ انضمام كازاخستان |
| ----------- | ----------------------------------------- | -------------------- | ---------------------- |
|             | مؤسسة التنمية الدولية                     | 12 أبريل 2014        | 23 يوليو 1992          |
|             | منظمة الأمن والتعاون في أوروبا            | 25 يونيو 1973        | 30 يناير 1992          |
|             | مؤسسة التمويل الدولية                     | 23 سبتمبر 1990       | 30 سبتمبر 1993         |
|             | منظمة حظر الأسلحة الكيميائية              | ?                    | ?                      |
|             | الأمم المتحدة                             | 14 ديسمبر 1955       | 2 مارس 1992            |
|             | الاتحاد الدولي للاتصالات                  | 9 فبراير 1866        | 23 فبراير 1993         |
|             | منظمة الشرطة الجنائية الدولية             | ?                    | ?                      |
|             | البنك الدولي للإنشاء والتعمير             | 15 ديسمبر 1972       | 23 يوليو 1992          |
|             | الاتحاد البريدي العالمي                   | ?                    | ?                      |
|             | المركز الدولي لتسوية المنازعات الاستشارية | 12 أكتوبر 1975       | 21 أكتوبر 2000         |
|             | وكالة ضمان الاستثمار متعدد الأطراف        | 10 سبتمبر 1992       | 12 أغسطس 1993          |
|             | يونسكو                                    | 27 يوليو 1956        | 22 مايو 1992           |
|             | الفريق المعني برصد الأرض                  | ?                    | ?                      |
|             | مجموعة الموردين النوويين                  | ?                    | ?                      |

## وصلات خارجية
- موقع وزارة الخارجية الرومانية
- موقع وزارة الخارجية الكازاخستانية